# Purgatorio - Canto nono
Il canto nono del Purgatorio di Dante Alighieri si svolge nell'Antipurgatorio, di fronte alla porta del Purgatorio; siamo nella notte tra il 10 e l'11 aprile 1300 (Lunedì dell'Angelo), o secondo altri commentatori tra il 27 e il 28 marzo 1300, e poi nel mattino dell'11 aprile (28 marzo).

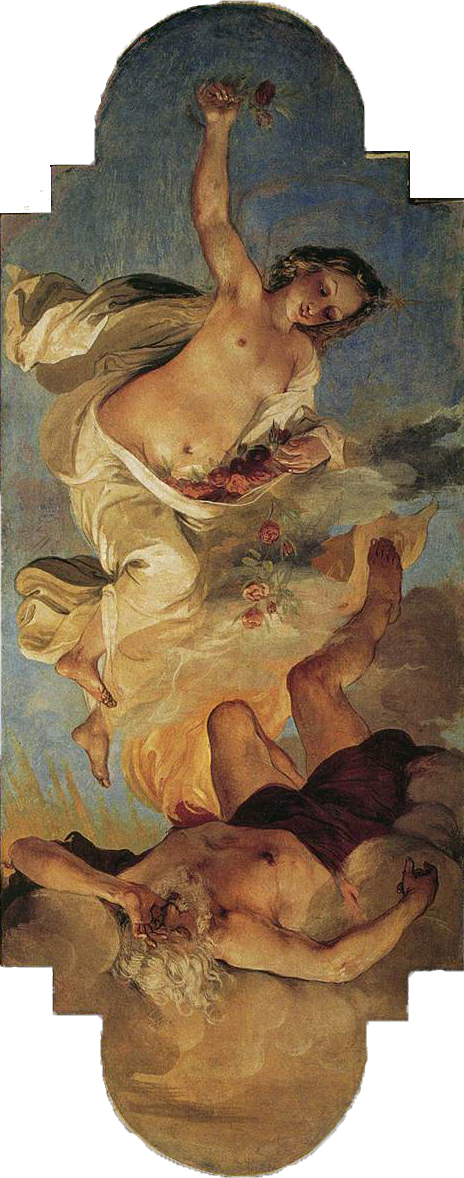
Ritratto di Titone e Aurora ad opera di Giovanni da San Giovanni

## Incipit
(Anonimo commentatore dantesco del XIV secolo)

## Temi e contenuti

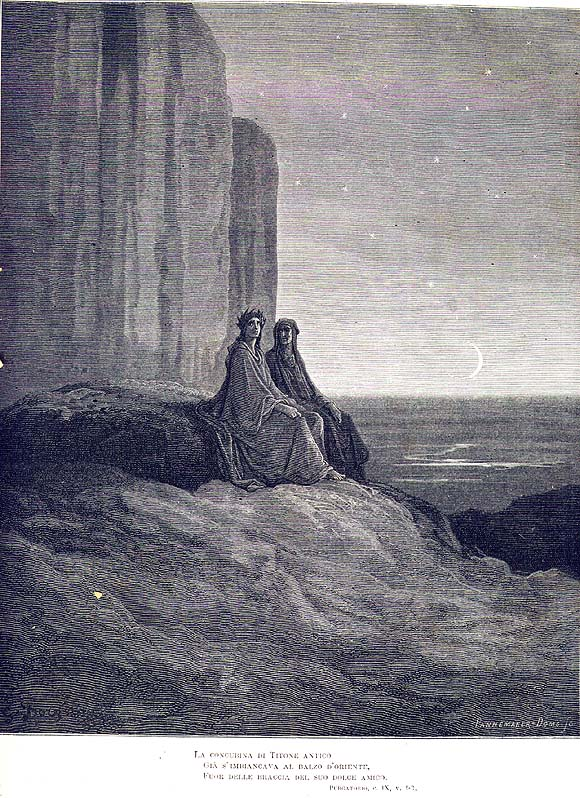
Dante e Virgilio passano la notte nell'Antipurgatorio, illustrazione di Gustave Doré

### Il sogno di Dante - vv. 1-45
La concubina di Titone antico, l'Aurora, già s'imbiancava, quando Dante, vinto dal sonno, si assopisce nella valletta dei principi. Durante il sonno, e più precisamente nelle ore precedenti all'alba, quando tradizionalmente i sogni diventano premonitori, in sogno gli appare un'aquila che lo afferra e lo porta verso la sfera del fuoco; come infuocato il pellegrino si sveglia, salvo poi trovarsi agghiacciato dall'improvviso risveglio e dal luogo che appare mutato; come Achille, rapito dalla madre Teti nella speranza di non vederlo morire sotto le mura di Troia, si trova spaesato: senza la compagnia di Sordello e dei principi, in un'ora e in un panorama assolutamente cambiati e con lo sguardo volto verso il mare, Dante si sveglia.

### Ripresa del cammino - vv. 46-72
Virgilio è al suo fianco e subito lo rassicura: durante la notte venne una delle protettrici celesti di Dante, Santa Lucia, che l'aveva portato fino alla porta del Purgatorio mentre lui, Virgilio, le veniva appresso per le sue orme.
Rincuorato, Dante riprende il cammino, avvertendo il lettore dell'innalzarsi della materia trattata, sintomo di un complesso simbolismo.

### La soglia del Purgatorio e l'angelo custode - vv. 73-105
Appare ai due viandanti, infatti, una porta con tre scalini (l'uno di marmo tanto lucido da essere uno specchio perfetto, il secondo di pietra nera crepata per lo lungo e per traverso, e il terzo di porfido color rosso sangue), alla guardia della quale sta un angelo dalla spada luminosissima, su una soglia di diamante.

### Rito penitenziale - vv. 106-145
Su invito della sua guida, Dante sale i gradini e si getta ai piedi dell'essere celeste, implorandolo con il "mea culpa". Il guardiano con la spada traccia sette "P" nella fronte del questuante, e dal manto color cenere (un attributo davvero inconsueto, simbolo d'umiltà) estrae due chiavi, d'oro e d'argento, spiegando che se la prima è la più preziosa, è la seconda ad essere quella di più arduo impiego. Entrambe ugualmente necessarie, gli furono donate da San Pietro con la raccomandazione di sbagliare piuttosto nell'aprire che nel chiudere.
La porta cigolando rumorosamente si apre, e l'angelo, raccomandatosi che non volgano per nessun motivo lo sguardo indietro, li lascia procedere. Un inno di lode a Dio viene loro incontro, accompagnato da un dolce suono, come di un cantar con organi (forse in polifonia, oppure alternando la musica al testo del salmo).

## Analisi del canto
Un canto dal gusto e dalla scenografia decisamente medievale apre il cuore della seconda cantica, ovvero il Purgatorio propriamente detto. Non è facile, per i lettori moderni, comprendere appieno il fascino suscitato nei contemporanei di Dante dal complicato susseguirsi di simboli teologici e morali che investono il canto anche prima dell'avvertimento dell'autore sulla difficoltà del tema trattato. Del resto, l'allegoria era abituale nella produzione culturale dell'epoca, e in nessun altro modo si sarebbero potuti raddensare i principi della teologia scolastica riguardo al pentimento ed all'espiazione dando contemporaneamente un qualche tipo di movimento al canto.
Forse, per il lettore moderno, l'unica possibilità è quella di arrovellarsi per decifrare il complesso simbolismo dell'episodio narrato, nel dubbio se fosse davvero tutto così comprensibile per i lettori contemporanei della Commedia. Da qui nasce l'asciuttezza di molti commenti, specialmente per la scuola, che si limitano a rubricare in tabelline le immagini forgiate da Dante e la loro probabile spiegazione: l'aquila è forse la Giustizia (sulle cui orme corre la Ragione), forse l'Impero, forse la Chiesa, forse l'unione delle due cose; il risveglio verso il mare e il paragone con Achille sono preannuncio di una grande epopea e di gesti memorabili, a meno che il mare non rappresenti l'immensità di Dio; i tre gradini sono quasi concordemente visti come l'esame di coscienza, la confessione e la riparazione ai peccati; il giudice vestito di cenere, l'Umiltà necessaria ad ogni confessore, con la Grazia divina e con la propria Sapienza apre la porta, anteceduta da una soglia di diamante indicante l'inflessibilità del confessore (oppure la solidità  dell'autorità su cui poggia), al perdono celeste, ricordando al penitente i suoi peccati (le sette P); persino per quanto riguarda l'inno che conclude il canto, non è ben chiaro se si tratti di polifonia a cappella oppure di una o più voci intervallate a interludi strumentali.
Questi sono solo alcuni fra i simboli e solo alcune fra le ipotesi; comunque, molte parti non sono ancora decrittate in modo certo. La narrazione simbolica del cammino di redenzione dell'uomo, ad ogni modo, è certamente il tema del canto e viene svolto in modo partecipe e per nulla banale; l'autore stesso si fa "umilmente" simbolo ed antonomasia dell'Uomo che, accettando di mortificarsi e di piegarsi fiducioso ad un Dio misericordioso, ma dalle vie potenti e misteriose, apre finalmente il suo cammino verso la beatitudine del Paradiso.

## Altre immagini

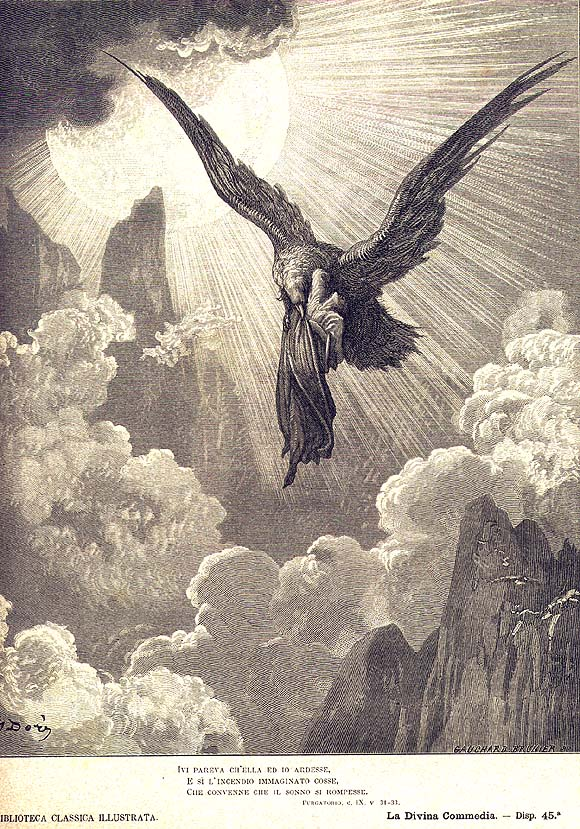
Aquila, Gustave Doré